# Supercupa Moldovei 2021
La Supercupa Moldovei 2021 è stata la 12ª edizione della Supercoppa moldava.
La partita si è giocata a Bălți allo stadio municipale tra Sheriff Tiraspol, vincitore del campionato e Sfîntul Gheorghe, vincitore della coppa.
A conquistare il trofeo è stato il Sfîntul Gheorghe ai calci di rigore. Per la formazione si tratta del primo titolo.

## Tabellino
| Arbitro: | Stoianov (Taraclia) |

|                                |                      |                                |
| Sagna 55’ Litveacov 90+2’      | Marcatori            | 53’ (rig.) Bizjak 84’ Belousov |
| Slivca Litveacov Sagna Suvorov | Tiri di rigore 4 – 2 | Radeljić Petro Dulanto Bizjak  |